# سونات پیانو

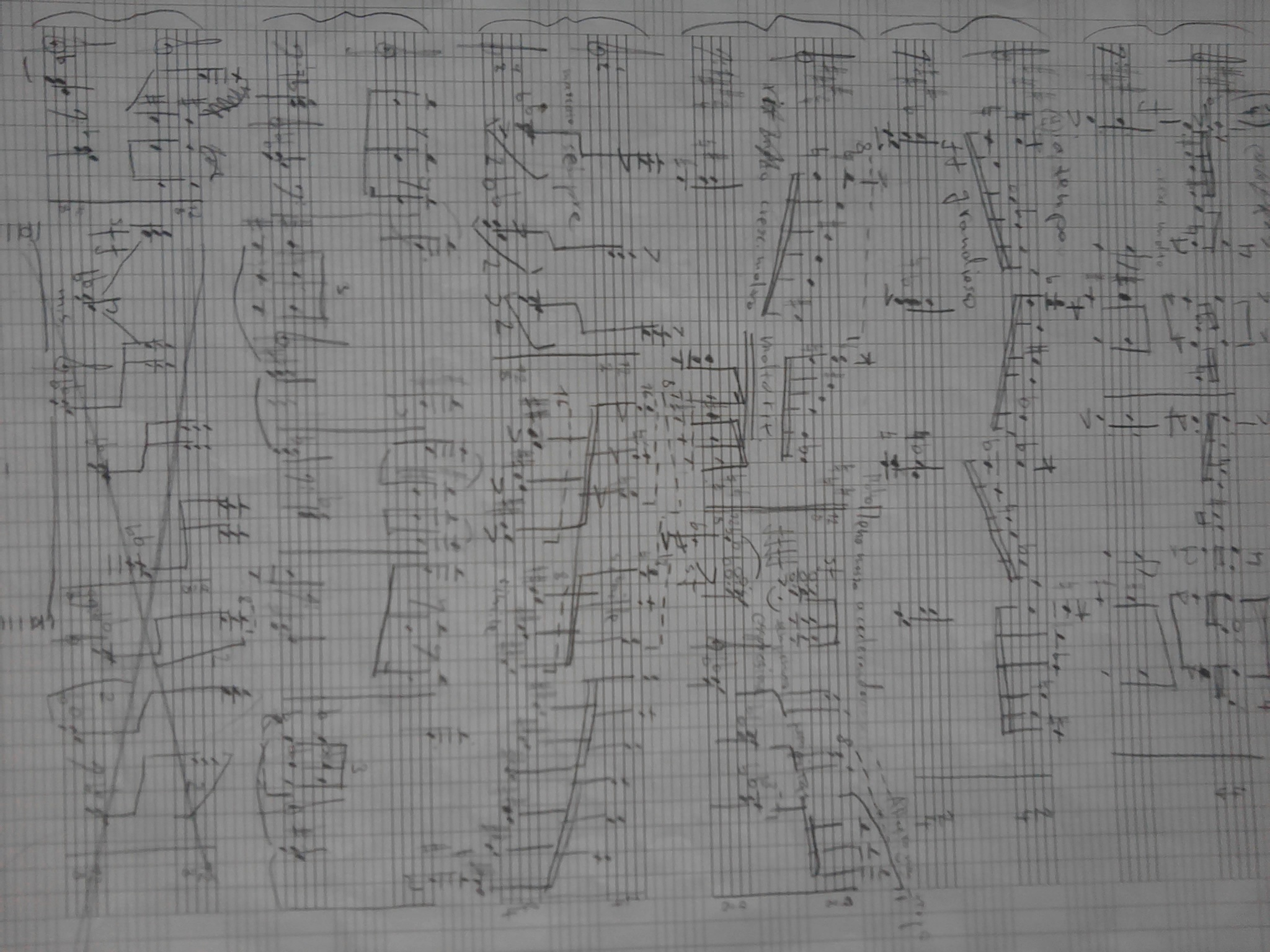
سونات پیانو

سونات پیانو (به انگلیسی: piano sonata، به فرانسوی: sonate pour piano) نام کلیِ قطعه‌های موسیقی ساخته‌شده برای پیانو در موسیقی کلاسیک است که سه یا چهار موومان داشته باشند، هرچند در گذشته گاهی سوناتهایی با یک، دو یا پنج موومان نیز ساخته شده است.
تاریخچهٔ ساخت قطعاتی شبیه به سونات‌های پیانو به دههٔ اولِ سدهٔ هجدهم میلادی و اختراع پیانو بازمی‌گردد. اولین و معروف‌ترین تصنیف‌کنندگان سونات برای پیانو در این دوره، یوزف هایدن و ولفگانگ آمادئوس موتسارت هستند. در دورهٔ رمانتیک نیز سونات‌ها بسیار گسترده‌تر شدند و معروف‌ترین تصنیف‌کنندهٔ سونات برای پیانو در دوران رمانتیک، لودویگ فان بتهوون است. سونات مهتاب او نیز به همراه مارش تشییع جنازه ساختهٔ فردریک شوپن از شناخته‌شده‌ترین‌ها هستند.